# Grand Prix de la Ville de Rennes 1995
Il Grand Prix de la Ville de Rennes 1995, diciassettesima edizione della corsa e valida come evento UCI categoria 1.4, fu disputata il 2 aprile 1995 su un percorso di 193 km. Fu vinto dal belga Peter De Clercq che terminò la gara in 4h33'44", alla media di 42,304 km/h.

## Ordine d'arrivo (Top 10)
| Pos. | Corridore            | Squadra       | Tempo    |
| ---- | -------------------- | ------------- | -------- |
| 1    | Peter De Clercq      | Lotto         | 4h33'44" |
| 2    | Christophe Mengin    | Chazal        | s.t.     |
| 3    | Willy Willems        | Zetelhallen   | s.t.     |
| 4    | Laurent Roux         | Castorama     | a 2"     |
| 5    | Armand de Las Cuevas | Castorama     | s.t.     |
| 6    | Emmanuel Magnien     | Castorama     | a 4"     |
| 7    | Laurent Davion       | Le Groupement | s.t.     |
| 8    | François Simon       | Castorama     | s.t.     |
| 9    | Franck Jarno         | Aki-Gipiemme  | s.t.     |
| 10   | Stefano Zanatta      | Aki-Gipiemme  | s.t.     |